# 벌집핏자
벌집핏자는 농심에서 만든 과자 중에 하나이다. 가격은 1500원이며 과자의 모양은 벌집과 유사한 모습에 피자와도 유사한 모습을 가지고 있고 맛도 피자맛이 나는 성분을 함유하고 있는 과자이다.

## 벌집핏자의 영양분
벌질핏자에는 다음과 같은 영양분이 들어가있다.
- 나트륨
- 탄수화물
- 당류
- 지방
- 단백질

## 벌집핏자에 대한 나머지 이야기
벌집핏자는 전체적으로 맛이 좋으며 양파링과 같이 질소가 적기에 꽤나 먹기 좋은 과자이다. 또한 술안주감으로도 잘어울리는 과자중에 하나이며 농심의 과자에서 나름 호평을 받는 과자이다. 또한 벌집핏자의 광고에서는 스모쉬에서 이안과 안토니가 과자의 전체적인 맛이 좋다고 호평했던 과자중에 하나이다.